# Харцгероде
Харцгероде (нем. Harzgerode) — город в Германии, в земле Саксония-Анхальт, входит в район Гарц и образует городской округ с 13 районами.
Население составляет 8296 человек (на 31 декабря 2013 года). Занимает площадь 164,57 км².

## История
Первое упоминание о поселении относится к 994 году. В 1338 году Харцгероде получил статус города.
1 августа 2009 года, после проведённых реформ, на базе Харцгероде был образован одноимённый городской округ, и он вошёл в него в качестве района.

## Городской округ
В состав городского округа входит 13 населённых пунктов, которые образуют его районы:

Герб городского округа

|  | Города: - Харцгероде - Гюнтерсберге | Посёлки и деревни: - Алексисбад - Беренроде - Данкероде - Зильберхютте - Зиптенфельде - Кёнигероде - Мегдешпрунг - Нойдорф - Фридрихсхёэ - Шило - Штрасберг |

## Известные уроженцы
- Иоганн Георг I Ангальт-Дессауский — князь Ангальт-Дессау из династии Асканиев.
- Иоганн Филипп Зак — немецкий органист.
- Вероника Шмидт — немецкая лыжница, олимпийская чемпионка, чемпионка мира.

## Галерея

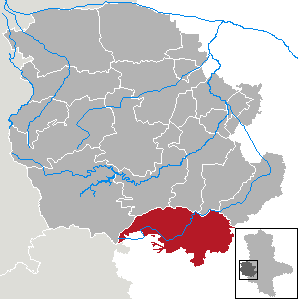
Городской округ Харцгероде на карте района Гарц
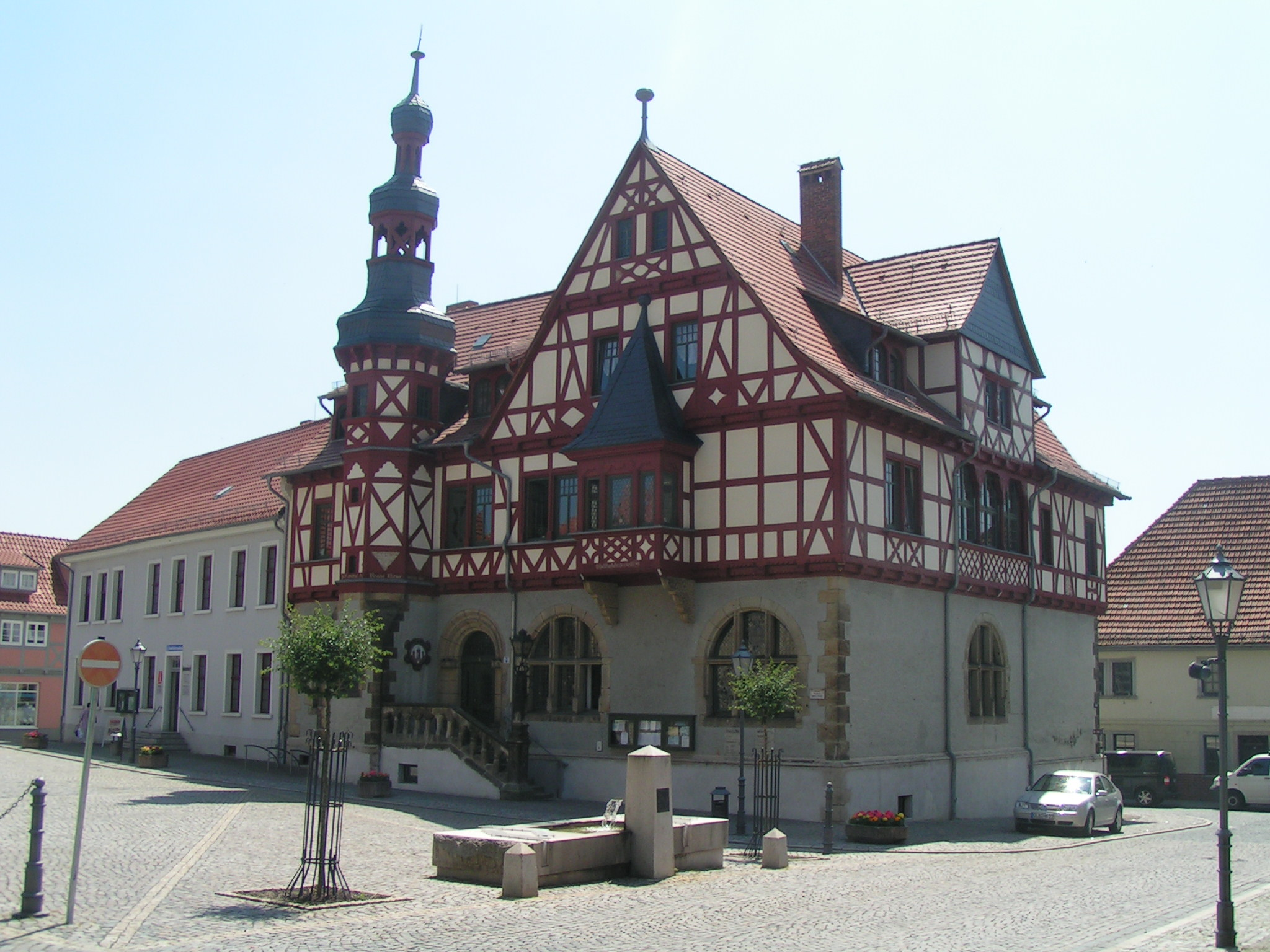
Городская ратуша
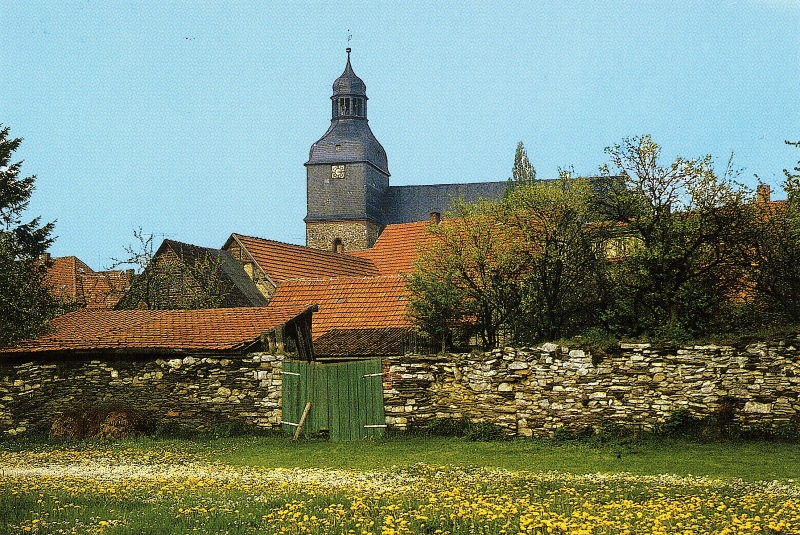
Церковь в Харцгероде
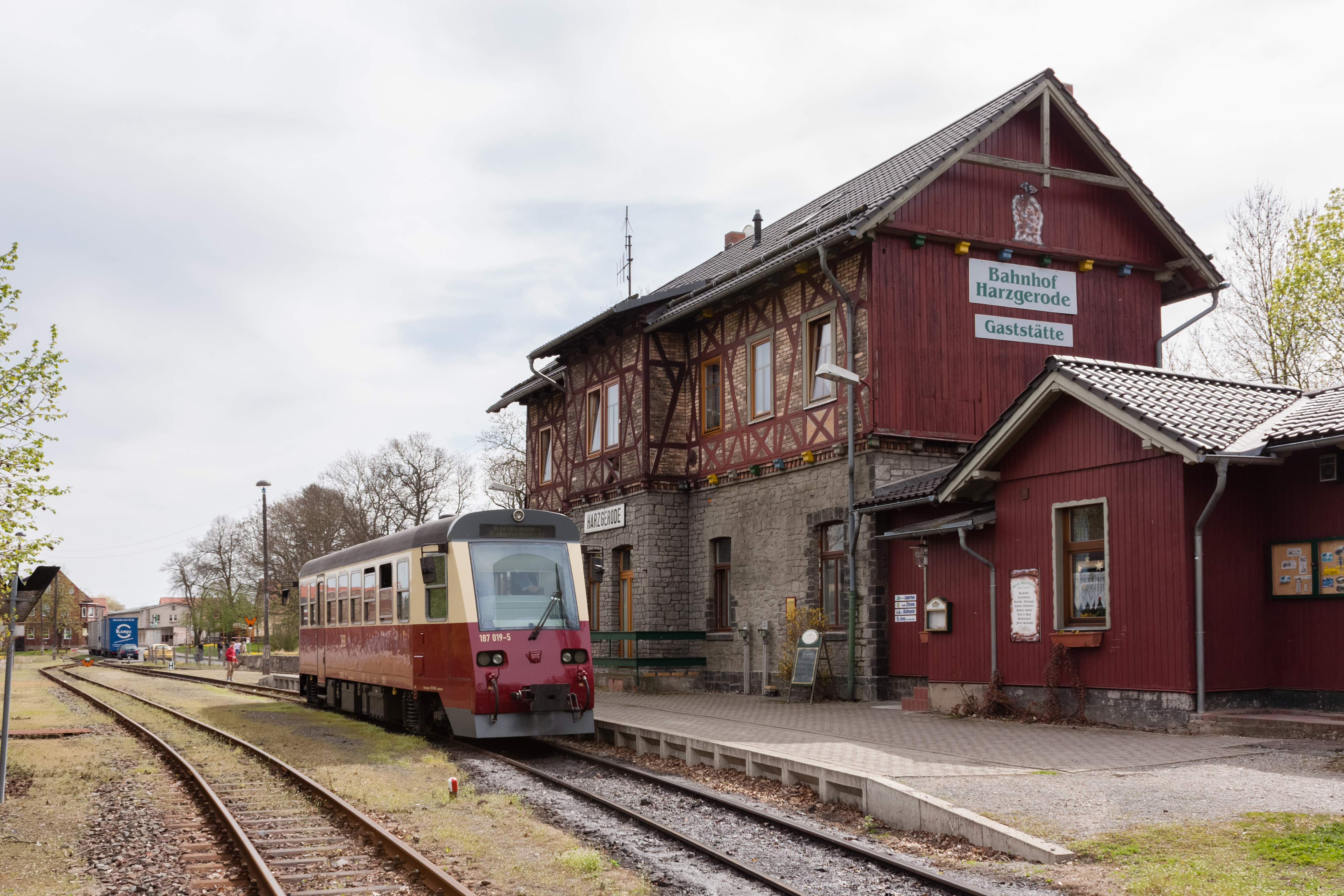
Экскурсионный трамвайчик по старой железной дороге